# Ido Gorshtein
Ido Gorshtein est un joueur d'échecs israélien né le 13 avril 2002, champion d'Israël en 2022 et grand maître international en 2023. 
Au 1er novembre 2024, Ido Gorshtein est le 14e joueur israélien avec un classement Elo de 2 528 points.

## Biographie et carrière
Ido Gorshtein  finit deuxième ex æquo du championnat d'Israël d'échecs en 2021. Il remporte le championnat israélien en 2022.
Il finit troisième de l'open de Fagernes en mars 2024, puis premier ex æquo (deuxième au départage) de l'open international de Chypre à Paphos en mai 2024.
Grand maître international depuis 2023, Ido Gorshtein représenta Israël lors de l'Olympiade d'échecs de 2024, marquant 4 points sur 9 au deuxième échiquier.